# Universidade Médica de Wroclaw
Universidade Médica de Breslávia (Em polaco: Uniwersytet Medyczny im. Piastow Slaskich we Wroclawiu, em latim: Universitas Medicus Vratislaviensis) é uma instituição académica de Medicina em Breslávia, Polónia, com 5 faculdades:
- Faculdade de Medicina
- Faculdade de Odontologia
- Faculdade de Farmácia
- Faculdade de Saúde Pública
- Faculdade da educação de Pós-Graduação

Antigamente a faculdade de medicina fazia parte da Universidade de Wroclaw e Universidade Técnica de Wroclaw. No entanto, desde o início a faculdade estava a ter sucesso nas áreas médicas: a primeira cirurgia de coração aberto foi conduzida na Polónia, nessa universidade, pelo professor Wiktor Brosz e foi o mesmo médico quem conduziu, em 1966, o primeiro transplante de rim de um dador vivo. Estas conquistas foram importantes para toda a medicina europeia.

## Ligações Externais
- Perfil na platforma Study in Poland
- Website da Universidade Médica de Wroclaw
- Perfil na platforma Liciencaturas Pregrados (em espanhol)